# Tomasz Tatarczyk
Tomasz Tatarczyk (ur. 15 maja 1947 w Katowicach, zm. 10 kwietnia 2010 w Warszawie) – polski malarz.

## Życiorys
Studiował na Politechnice Warszawskiej (1966–1972) i Akademii Sztuk Pięknych w Warszawie (1976–1981), był uczniem Jana Tarasina. W latach 1980–1988 pracował jako asystent na Wydziale Malarstwa macierzystej uczelni. Od 1984 współpracował z Galerią Foksal.
Tomasz Tatarczyk był stypendystą Fundacji Kościuszkowskiej i Fundacji Batorego w Stanach Zjednoczonych oraz Fundacji Rockefellera we Włoszech. Otrzymał m.in. Merit Award (podczas ArtQuest'88 w Los Angeles) oraz Grand Prix na 1. Międzynarodowym Konkursie Rysunku we Wrocławiu w roku 1999, natomiast w 1990 na Festiwalu Polskiego Malarstwa Współczesnego w Szczecinie wyróżniono obraz „Czarne wzgórze”. W 2008 otrzymał Nagrodę im. Jana Cybisa.
Prace Tomasza Tatarczyka znajdują w polskich i zagranicznych kolekcjach dzieł sztuki współczesnej.

## Wystawy indywidualne
- 1984: Galeria Foksal, Warszawa
- 1985: Galeria Studio, Warszawa
- 1986: Galleri Lang, Malmö, Szwecja
- 1987: Galeria Foksal, Warszawa
- 1988:
  - Frank Bustamante Gallery, Nowy Jork, USA
  - Soho Center for Visual Artists, Nowy Jork, USA
  - Galeria Foksal, Warszawa
  - Galleri Lang, Malmö, Szwecja
- 1989: Galeria Letnia, Muzeum Nadwiślańskie, Kazimierz Dolny
- 1991:
  - Galeria Spicchi dell’Est, Rzym, Włochy
  - Zamek Książąt Pomorskich, Szczecin
- 1992:
  - Galleri Adelgatan 5, Malmö, Szwecja
  - Galeria Foksal, Warszawa
  - Galleri Art-On, Halmstad, Szwecja
- 1993: Galeria Stara, Lublin
- 1994:
  - Galeria Rzeźby, Warszawa
  - Muzeum Górnośląskie, Bytom
- 1995: Galeria Prowincjonalna, Słubice
- 1996:
  - Muzeum Sztuki Współczesnej, Radom
  - Galeria Stara, Lublin
- 1997:
  - Galeria 86, Łódź
  - Galeria Koło, Gdańsk
- 1999:
  - Galerie Ucher, Kolonia, Niemcy (razem z Andrzejem Szewczykiem)
  - Galeria Stefana Szydłowskiego, Warszawa
- 2000: Galeria Studio, Warszawa
- 2001:
  - Galeria Awangarda, Wrocław
  - Miejska Galeria Sztuki, Łódź
  - Galeria 86, Łódź
  - Galeria Muzalewska, Poznań
- 2002: Miejska Galeria Sztuki, Sopot
- 2003:
  - Galeria Grodzka, Lublin
  - Galeria Foksal, Warszawa
- 2004: Zachęta Narodowa Galeria Sztuki, Warszawa
- 2005/2006: Galeria Wizytująca, Warszawa

Źródło.

## Wybrane wystawy zbiorowe
- 1984:
  - Artyści Galerii Foksal, Galeria Foksal, Warszawa
  - Malarze Teatru Cricot 2 i Galerii Foksal, Galeria Stodoła, Warszawa
- 1985:
  - 4 Foksal Gallery Artists, Richard Demarco, Edynburg, Szkocja
  - Dialog, Moderna Museet, Sztokholm, Szwecja
- 1986:
  - Poland Painting, Ashley Gallery, Epsom, Surrey, Anglia
  - Kunst uit Polen, Nouvelles Images Galerie, Haga, Holandia
- 1988:
  - Gallery Artists, Frank Bustamante Gallery, Nowy Jork, USA
  - Polnische Malerei seit 1945, Galerie der Stadt Esslingen Villa Merkel, Kunsthalle Wilhelmshaven, Niemcy
  - New Talents, Everson Museum of Art, Syracuse, N.Y., USA
- 1989:
  - New Acquisitions, Aldrich Museum of Contemporary Art, Ridgefield, Ct., USA
  - Galeria Foksal – Die neue internationale Kunstmesse Kunst des 20. Jarhunderts, Frankfurt nad Menem, Niemcy
- 1990: The Expressive Struggle, Everson Museum of Art, Syracuse, N.Y., USA
- 1991:
  - Epitafium i Siedem Przestrzeni, Zachęta Narodowa Galeria Sztuki, Warszawa
  - Selected works from the Collection, Anderson Gallery, Buffalo, N.Y., USA
  - IV Biennale Nowej Sztuki, Zielona Góra
- 1992:
  - The Expressive Struggle, Anderson Gallery, Buffalo, N.Y., USA
  - Artyści Galerii Foksal, Galeria Foksal, Warszawa
  - 10 lat później, Muzeum Sztuki Współczesnej, Radom
- 1993:
  - Frank Bustamante Gallery, Nowy Jork, USA
  - Art Hamburg. Internationale Messe Osteuropaischer Kunst, Hamburg, Niemcy
  - Kolekcja międzynarodowej sztuki XX wieku (ekspozycja stała), Muzeum Sztuki, Łódź
- 1994:
  - Artyści Galerii Foksal, Galeria Foksal, Warszawa
  - 26e Festival International de la Peinture, Château-Musée de Cagnes-sur-Mer, Francja
- 1995:
  - Essence and Persuasion – the Power of Black and White, Anderson Gallery, N.Y., USA
  - Tomasz Ciecierski, Leon Tarasewicz, Tomasz Tatarczyk, Galeria Foksal, Warszawa
  - Artyści polscy na festiwalach międzynarodowych, Muzeum Narodowe, Wrocław
  - Pokaz 2, Muzeum Górnośląskie, Bytom
  - Mistrzowie Rysunku – rysunki polskich artystów z kolekcji Muzeum Sztuki Współczesnej w Radomiu, Galerie im Pferdestall KulturBrauerei, Berlin, Niemcy
- 1996:
  - Artyści Polscy dla Muzeum w Vukovarze, Zachęta Narodowa Galeria Sztuki, Warszawa
  - Styki, Galeria Foksal, Warszawa
- 1997:
  - Małe Rysunki, Muzeum Narodowe, Gdańsk
  - Współczesna Sztuka Polska z Kolekcji Muzeum Górnośląskiego w Bytomiu, Ostrava, Czechy
  - Granice Obrazu – Polskie Malarstwo Lat Dziewięćdziesiątych, Centrum Sztuki Współczesnej Zamek Ujazdowski, Warszawa
- 1998: Fragment Kolekcji 3, Zachęta Narodowa Galeria Sztuki, Warszawa
- 1999:
  - Three Visions, Contemporary Polish Art, Leon Tarasewicz, Andrzej Szewczyk, Tomasz Tatarczyk, Tufts University Gallery, Aidekman Arts Center, Medford, MA, USA
  - Malarstwo 1999, Galeria Stara, Lublin
  - I Międzynarodowy Konkurs Rysunku, Muzeum Architektury, Wrocław
- 2000:
  - 12 Obrazów, Galeria Koło, Gdańsk
  - Cztery Pory Roku, Polskie Malarstwo Krajobrazowe od Oświecenia do Współczesności, Schirn Kunsthalle, Frankfurt, Niemcy
  - Festiwal Polskiego Malarstwa Współczesnego, wystawa towarzysząca, Muzeum Narodowe, Szczecin
  - Krajobrazy, Polskie Malarstwo Pejzażowe od Oświecenia do Końca XX Wieku, Muzeum Narodowe, Warszawa
- 2001:
  - Słubice-Warszawa, Maciejuk, Modzelewski, Tatarczyk, Galeria Prowincjonalna, Słubice
  - Postawy. Szczególne Powołanie Artysty, Galeria Stara, Lublin
- 2002:
  - Kolekcja Fundacji Muzeum Narodowego w Warszawie, Muzeum Narodowe, Warszawa
  - Obrazy Śmierci w Sztuce Polskiej XIX i XX Wieku, Muzeum Narodowe, Szczecin
- 2003:
  - Labirynt, UH Galleries, Hatfield; Folly Gallery, Lancaster, Anglia
  - Pies w sztuce polskiej, Galeria Arsenał, Białystok
  - Galeria sztuki współczesnej. Pokaz 3, Muzeum Górnośląskie, Bytom
- 2004: JURYsdykcja, Muzeum Regionalne, Stalowa Wola

Źródło.